# II Rada Narodowa Rzeczypospolitej Polskiej
II Rada Narodowa Rzeczypospolitej Polskiej – powołana została w 3 lutego 1942 r. pod przewodnictwem Stanisława Grabskiego. Tym razem Prezydent powołał w jej skład 31 osób: po 5. przedstawicieli stronnictw, 9. bezpartyjnych i 2. reprezentujących ludność żydowską.Po niekorzystnych dla Polski ustaleniach mocarstw na konferencji jałtańskiej w lutym 1945, co wywołało przewlekły kryzys w pracach rady, Prezydent zmuszony był ją rozwiązać 21 marca 1945 r.

## Członkowie II Rady Narodowej Rzeczypospolitej Polskiej
| Lp | Nazwisko              | Partia                       | Uwagi |
| -- | --------------------- | ---------------------------- | --- |
| 1  | Alojzy Adamczyk       | Polska Partia Socjalistyczna | do 22 lutego 1944 r. |
| 2  | Władysław Banaczyk    | Stronnictwo Ludowe           | do 14 lipca 1943 r.; Wiceprzewodniczący II Rady Narodowej Rzeczypospolitej Polskiej (11 marca 1942 - 14 lipca 1943)         |
| 3  | Arka Bożek            | Stronnictwo Ludowe           | |
| 4  | Stanisław Celichowski | Stronnictwo Narodowe         | do 30 sierpnia 1943 r.; Wiceprzewodniczący II Rady Narodowej Rzeczypospolitej Polskiej (15 czerwca 1942 - 30 sierpnia 1943) |
| 5  | Adam Ciołkosz         | Polska Partia Socjalistyczna | |
| 6  | Marian Chełmikowski   |                              | |
| 7  | Stanisław Grabski     | Stronnictwo Narodowe         | Przewodniczący II Rady Narodowej Rzeczypospolitej Polskiej (24 lutego 1942 - 30 listopada 1944)                             |
| 8  | Jan Jaworski          | Stronnictwo Ludowe           | |
| 9  | Stanisław Jóźwiak     | bezpartyjny                  | |
| 10 | Zygmunt Kaczyński     | Stronnictwo Pracy            | do 14 lipca 1943 r.; Kapelan Prezydenta RP Władysława Raczkiewicza                                                          |
| 11 | Tadeusz Kiełpiński    | Stronnictwo Pracy            | zmarł 22 kwietnia 1944 r.                                                                                                   |
| 12 | Tadeusz Kiersnowski   |                              | |
| 13 | Elżbieta Korfantowa   | Stronnictwo Pracy            | |
| 14 | Bogusław Kożusznik    |                              | |
| 15 | Michał Kwiatkowski    | Stronnictwo Pracy            | Wiceprzewodniczący II Rady Narodowej Rzeczypospolitej Polskiej (od 11 marca 1942 r.)                                        |
| 16 | Witold Kulerski       | Stronnictwo Ludowe           | Sekretarz II Rady Narodowej Rzeczypospolitej Polskiej                                                                       |
| 17 | Wincenty Łącki        |                              | |
| 18 | Mieczysław Mastek     | Polska Partia Socjalistyczna | zmarł 9 maja 1942 r. |
| 19 | Adam Pragier          | Polska Partia Socjalistyczna | do 29 listopada 1944 r. |
| 20 | Karol Radoński        |                              | |
| 21 | Lucjan Rybiński       | Stronnictwo Narodowe         | Wiceprzewodniczący II Rady Narodowej Rzeczypospolitej Polskiej (11 marca 1942 - 15 lipca 1942 r.)                           |
| 22 | Stanisław Sopicki     | Stronnictwo Pracy            | do 29 listopada 1944 r. |
| 23 | Mieczysław Szerer     | bezpartyjny                  | |
| 24 | Ignacy Schwarzbart    | Żydzi                        | |
| 25 | Zbigniew Szydłowski   |                              | |
| 26 | Jan Szczyrek          | Polska Partia Socjalistyczna | |
| 27 | Franciszek Wilk       | Stronnictwo Ludowe           | |
| 28 | Zofia Zaleska         |                              | |
| 29 | Władysław Zaremba     | Stronnictwo Ludowe           | Wiceprzewodniczący II Rady Narodowej Rzeczypospolitej Polskiej (1943-1945)                                                  |
| 30 | Szmul Zygielbojm      | Żydzi                        | zmarł 12 maja 1943 r. |
| 31 | Lucjan Żeligowski     | bezpartyjny                  | |
| 32 | Bronisław Kuśnierz    | Stronnictwo Pracy            | 14 grudnia 1943 - 29 listopada 1944                                                                                         |
| 33 | Wacław Pyszkowski     |                              | od 21 grudnia 1944 r. |
| 34 | Bronisław Hager       | Stronnictwo Pracy            | od 21 grudnia 1944 r. |